# 肥前長田站

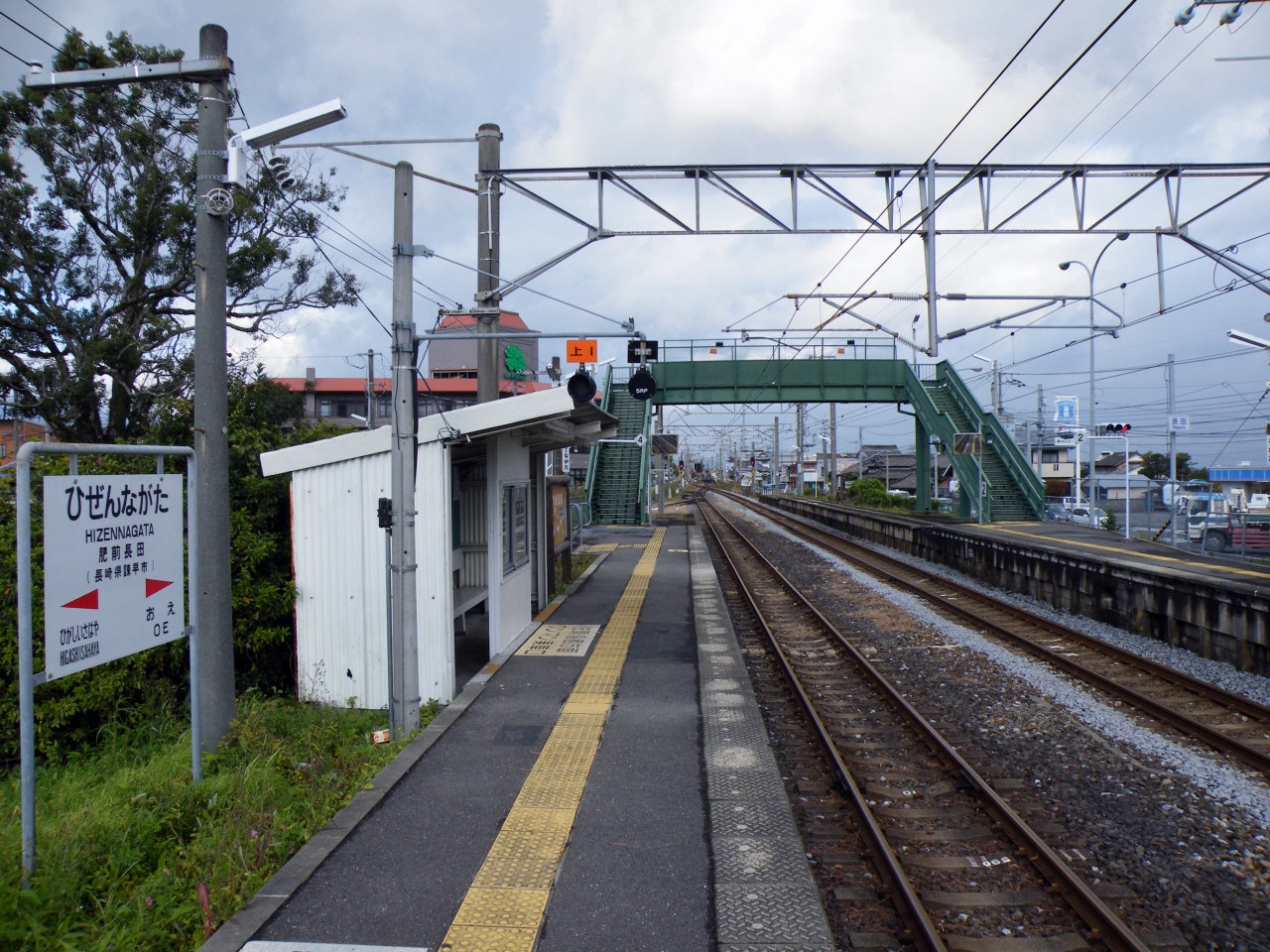
從上行線側望向站內（2008年11月）

肥前長田站（日语：／ Hizen-Nagata eki */?）是位於長崎縣諫早市長田町2521番，九州旅客鐵道（JR九州）的長崎本線車站。

## 車站構造
車站是一座地面車站，設有2面2線的相對式月台。兩月台之間設有跨線橋連接。下行線為通過線，為一線通過結構。車站出入口位於上行線側，靠近國道207號一方的下行線側沒有出入口。
此站是無人車站，在出入口附近設有自動售票機。此站曾經設有車站大樓，現時已經撤走。

### 月台
| 月台 | 路線      | 上下行 | 方向                           | 備註                                 |
| ---- | --------- | ------ | ------------------------------ | ------------------------------------ |
| 1･2  | ■長崎本線 | 上行   | 湯江、小長井、肥前濱、江北方向 |                                      |
| 1･2  | ■長崎本線 | 下行   | 諫早、長崎方向                 | 在早上6時31分出發的列車會使用2號月台 |

## 歷史
- 1934年：

- 3月24日：鐵道省有明西線 諫早站至湯江站開通，此站啟用。
- 12月1日：多良站至湯江站之間開通。有明東線和有明西線編入至長崎本線。

- 1987年4月1日：隨國鐵分割民營化，車站由九州旅客鐵道（JR九州）營運[2]。

## 使用狀況
在2016年度的1日平均乘車人次為130人。2018年度和2019年度，本站使用人數未達至全九州首300位，但由於仍超過100人，因為仍記錄於JR九州的每年排名內（以附表的形成處理），2020年度起，由於連100人或以上的水平都未能達到，所以不再出現於排名榜內。
| 乘車人次變化 | 乘車人次變化     |
| 年度         | 1日平均人次      |
| ------------ | ---------------- |
| 2000         | 108              |
| 2001         | 99               |
| 2002         | 104              |
| 2003         | 131              |
| 2004         | 125              |
| 2005         | 134              |
| 2006         | 125              |
| 2007         | 136              |
| 2008         | 143              |
| 2009         | 144              |
| 2010         | 133              |
| 2011         | 123              |
| 2012         | 121              |
| 2013         | 141              |
| 2014         | 135              |
| 2015         | 132              |
| 2016         | 130              |
| 2017         |                  |
| 2018         | 少於308，多於100 |
| 2019         | 少於303，多於100 |
| 2020起       | <100             |

## 相鄰車站
九州旅客鐵道（JR九州）
■長崎本線長崎本線
小江－肥前長田－東諫早

## 外部連結
- JR九州肥前長田站 （页面存档备份，存于）（日語）